# Patria

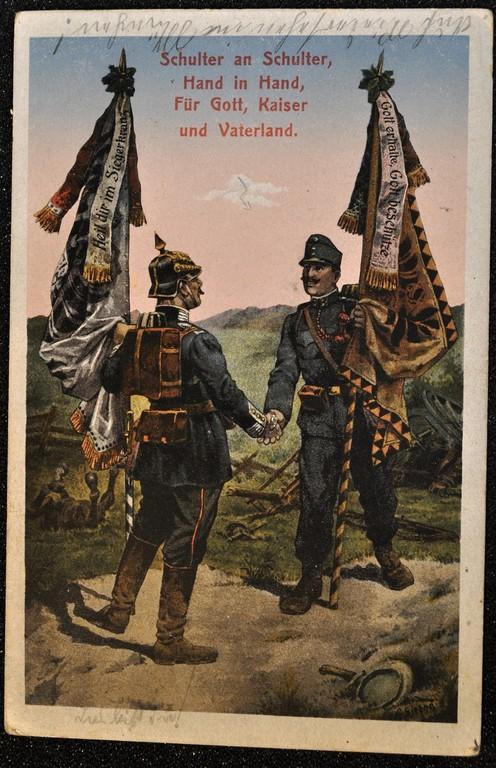
Postal de un soldado austríaco y alemán en la Primera Guerra Mundial con el texto "¡Hombro a hombro, mano a mano, por Dios, el Emperador y la Patria!".

La patria (del latín patrĭa, con el mismo significado) suele designar al lugar natal o adoptivo al que un individuo se siente ligado por vínculos de diversas índoles, como afectivos, culturales, históricos o familiares.[cita requerida] Su significado ha variado con el tiempo partiendo de su concepción esencialmente territorial como la que a principios del XVIII recogió el Dicccionario de Autoridades: «el Lugar, Ciudad o País en que se ha nacido».

## Evolución del significado de «patria»

### SiglosXVIyXVII
El término latino patria fue rescatado por los humanistas renacentistas y de ellos pasó al lenguaje común. El Tesoro de la lengua castellana de Sebastián de Covarrubias (1611) así lo reconoce y define patria como «la tierra donde uno ha nacido». Doscientos años antes en la Crónica de Ramón Muntaner también se refería con el mismo significado: natural cosa és que tota persona, e puis tota au e tota creatura ama la patria e el lloc on és nat ('es natural que cualquier persona, así como cualquier ave o criatura, ame la patria y el lugar donde ha nacido'). Asimismo en los libros de familia de los campesinos catalanes el término patria era sinónimo de comarca o de aldea o pueblo natal, y para los habitantes de Barcelona la patria era su ciudad, «pero, en especial, sus libertades y su forma de gobierno».
Sin embargo, para mucha gente de la Europa de la Edad Moderna, como de la Edad Media, la patria principal, o acaso única, continuaba siendo el Paraíso o cuando menos la Cristiandad. En la obra catalana Spill de la vida religiosa publicada en 1515 se decía (en catalán): «Nuestra tierra y patria, por la cual somos creados, a la cual debemos dirigir nuestros pasos, nuestros deseos y afectos e intenciones… es la Ciudad del Paraíso… Esa ciudad es la casa del Señor... en este lugar no existe el hambre ni la sed ni necesidad alguna». De hecho en la Edad Media la única patria que existía para el buen cristiano era el cielo o el paraíso y el patriotismo era una mera extensión de la virtud de la caridad. Tolomeo de Lucca decía: Amor patriae in radice charitatis fundatur.
El término patria comportaba obligaciones y compromisos para sus miembros. Así lo recogían las Siete Partidas: «Son tenudos los omes de loar a Dios e obedecer a sus padres e a sus madres e a su tierra, que dizen en latin patria». Y entre esas obligaciones se encontraba la de morir por ella, siguiendo el ideal clásico del dulce et decorum est pro patria mori.
El término patria fue ampliando su ámbito de pertenencia más allá de la localidad de nacimiento para abarcar el reino, produciéndose la simbiosis entre rey y patria. Por ejemplo, el fraile Martin de Azpilicueta consideraba a Navarra como su patria. Por su parte el sacerdote aragonés Juan Palafox y Mendoza, colaborador del Conde-Duque de Olivares, escribió: «En las monarquías y reinos el buen vasallo no nace en su patria, sino en el corazón del rey y a él solo se le ha de dar todo su amor». Por otro lado, también se podía definir la patria moralmente identificándola con el lugar donde reinara el bien. Así lo decía el humanista valenciano Juan Luis Vives: «allí tienen su patria, sus padres, sus prendas más queridas y su mejor nombre donde se cultivan la justicia, la paz y la concordia».
En ocasiones el término patria adquirió un significado político diferenciado del monarca como sinónimo de las «libertades» y «privilegios» de un territorio. Fue el caso del Principado de Cataluña en el que aparece con ese sentido en la guerra civil catalana (1462-1472) —la rebelde Diputació del General insistía en la «defensa de la patria y de las libertades que son el alma de ésta»—, aunque el término patria no desplazó a otros términos equivalentes como terra ('tierra') o provincia, usados con mucha más frecuencia. El término patria volvió a ser usado en el mismo sentido que durante la guerra civil catalana en la Guerra dels Segadors (1640-1652), es decir, como sinónimo de sus «libertades», privilegios y constituciones, pues eso era lo que hacía «distinto» al Principado de Cataluña, tal como se subrayaba en un sermón político de 1641: «sus pragmáticas, prerrogativas y privilegios, que le dan ser formal, substancial, y por el mismo se diferencia específicamente de otras Provincias [de la monarquía]».

### SigloXVIII
En el Diccionario de autoridades de 1726 aún se «mantiene en español [el] viejo e impreciso significado de tipo territorial» de la voz latina patria. La define como «Lugar, ciudad o país en que se ha nacido», mientras que nación la define como «colección de habitantes de alguna Provincia, País o Reino», con lo que patria remite a un lugar y nación al conjunto de los que lo habitan. Por otro lado la voz «patriota» se define como sinónimo de «compatriota» y así se mantendrá en las sucesivas ediciones del Diccionario de la Real Academia, en las que en ninguna de ellas aparece la voz «patriotismo», aunque ya empieza a usarse a mediados del siglo XVIII. Por otro lado, los hombres cultos del siglo XVIII estaban familiarizados con la voz latina patria gracias a sus lecturas de los autores clásicos romanos, especialmente los del período republicano como Tito Livio que evocaban el amor de los romanos por su patria.
A principios del siglo XVIII el significado de patria comenzó a cambiar. Durante la guerra de sucesión española, según señala Xavier Gil Pujol, «una serie de escritores y políticos de la Corona de Aragón, y en particular de Cataluña, hablaron de la patria en un sentido abiertamente cívico y constitucional, como la encarnación de sus leyes y privilegios privativos, y argumentaron con claridad inusual que la patria debía ser amada por encima del rey y que estaban dispuestos a morir en defensa de la misma y de la de sus fueros». El padre Feijoo en su Teatro Crítico propuso distinguir entre patria común, equivalente a la «República o estado cuyos miembros somos», y patria particular, esto es, «la Provincia, la Diócesi, la Ciudad o distrito donde nace cada uno».
A lo largo del siglo XVIII el concepto de patria —como el de nación— experimentó «un definitivo cambio de escala y de contenido» como consecuencia fundamentalmente de la difusión de los principios modernizadores de la Ilustración. Así se va definiendo la «patria» —como la «nación»— de una forma racionalista y contractualista, aunque sin que desaparezcan los significados anteriores. En 1780 el ilustrado español Pedro Rodríguez de Campomanes escribía: «La política considera al hombre en calidad de ciudadano unido en sociedad con todos aquellos que componen el propio estado, patria o nación».
La Ilustración francesa le da a «patria» una significación política de enorme trascendencia al irse deslizando hacia un campo semántico en el que se encuentran nación, soberanía, república, ciudadanía, felicidad y libertad. Voltaire escribe que en una verdadera patria el individuo vive baja la protección de la leyes y se siente miembro de una comunidad y parte de la soberanía («Voilà ma patrie», 'He ahí mi patria'). Así en L'Encyclopédie se define no solo como el lugar donde se nace sino como «el estado libre del que somos miembros y cuyas leyes garantizan nuestras libertades y nuestra felicidad». No puede haber patria, por tanto, «bajo el yugo del despotismo», concluye. De ahí el nuevo significado del término «patriota», que deja de ser un simple sinónimo de «compatriota» para identificarse con el amigo de la libertad (en 1739 lord Bolingbroke publica en Inglaterra The Idea of a Patriot King patriot, en referencia al monarca constitucional británico), y de la difusión del término «patriotismo». Patritism está documentado en inglés en 1726 y la voz francesa patriotisme en 1750.
Lo mismo ocurre en España donde la serie patria, patriota, patriótico, patriotismo… (el término patriotismo está documentado por primera vez en 1755) pasa a ser parte esencial del lenguaje de los ilustrados. Juan Bautista Pablo Forner escribe en su ensayo Amor de la patria que el amor de una persona por su patria significa «amar su propia felicidad en la felicidad de aquella porción de hombres con quienes vive, con quienes se comunica, con quienes le ligan unas mismas leyes, unas mismas costumbres, unos mismos intereses y un vínculo de dependencia mutua, sin la cual no le sería posible existir». En esa obra define la patria como «aquel cuerpo de Estado donde, debajo de un gobierno civil, estamos unidos en las mismas leyes». Y por otro lado realiza una clara defensa de la dinastía de los Borbones frente a los tres últimos Austrias ya que durante el reinado de los primeros «ya se ve una nación que renace entre sus escombros» y que «va caminando en silencio hacia la prosperidad». Esta actitud ha sido calificada como «patriotismo oficialista»  ―o «patriotismo dinástico»― y explica que Forner participara activamente en la polémica suscitada en 1782 por la voz «Espagne» de L'Encyclopédie en la que su autor, Nicolas Masson de Morvilliers, negaba cualquier aportación de España a la cultura europea de los últimos siglos.
En 1789 Cadalso en sus Cartas Marruecas considera al patriotismo como una virtud cívica única, «el noble entusiasmo.. que ha guardado los Estados, detenido las invasiones, asegurado las vidas y producido aquellos hombres que son el verdadero honor del género humano». Por su parte Jovellanos distingue el «común y natural sentimiento, alguna vez injusto, por el cual el hombre prefiere su patria a las ajenas» del verdadero amor patrio, que «estimula al hombre a desear con ardor y buscar con eficacia el bien y la felicidad de su patria tanto como el de su misma familia; que le obliga no pocas veces a sacrificar su propio interés al interés común».

### Revoluciones americana y francesa
Patria, con el nuevo significado que le ha dado la Ilustración, se convierte en un concepto clave de las revoluciones de la segunda mitad del siglo XVIII tanto en Europa como en América, junto con una larga serie de voces afines: república, nación, soberanía, libertad, felicidad, ciudadanía….
En la Revolución Francesa el término patria adquiere un sentido más emotivo que el término nación, de carácter más abstracto, y los partidarios de la Revolución frente a los defensores del Antiguo Régimen (designados como aristócratas) se definen a sí mismos como «patriotas», como ya lo habían hecho otros revolucionarios, especialmente los insurgentes americanos (patriots). El término patria quedará relegado por el de nación durante el periodo de la monarquía constitucional francesa (1791-1792), pero a partir de proclamación de la República Francesa en septiembre de 1792 el término patria recupera todo su valor. Así el Chant de guerre pour l'armée du Rhin, más conocido como La marsellesa, convertido en el canto «que interpreta cada día la guardia nacional», según el decreto de la Convención del 9 de termidor del año III, exalta «el amor sagrado de la Patria» y maldice a «los déspotas sanguinarios, los cómplices de Bouillé, esos tigres sin piedad que desagarran el seno de su madre...». En julio de 1792, cuando las potencias absolutistas amenazaban a la revolución, un decreto de la Asamblea Nacional Legislativa ordenaba que se alzaran en cada municipio altares de la patria que llevarían la inscripción: «El ciudadano nace, vive y muere por la patria». De esta forma las voces patria, república y revolución —y patriota, revolucionario y jacobino— acaban siendo sinónimos.
Los liberales españoles asumirán esta concepción de patria, sinónimo de nación y única depositaria de la soberanía. Así a la sublevación de 1808 contra la ocupación francesa le otorgarán un doble significado: lograr la independencia frente al invasor y alcanzar la libertad frente a sus tradicionales opresores. «Españoles: [...] La providencia ha querido que, en esta crisis terrible, no pudieseis dar un paso hacia la independencia sin darlo también hacia la libertad», se dice en el manifiesto de la Junta Central de 1809. Álvaro Flórez Estrada afirmará que mientras el país careciera de Constitución el pueblo español se hallaría «por consiguiente sin libertad y sin patria». Precisamente cuando Agustín de Argüelles presente en las Cortes de Cádiz el texto de la Constitución de 1812 dirá: «Españoles: ya tenéis patria». Un clérigo liberal de Valladolid les dijo en su sermón a sus feligreses tras aprobarse la Constitución: «¿Habéis oído, Españoles?... Ya tenéis Patria, sois ciudadanos y ciudadanos españoles».
Sin embargo, durante la Guerra de la Independencia (1808-1814) el término «patriota» no se usó como sinónimo de «revolucionario» sino en un sentido general para designar a los que oponían a los franceses —y a la Monarquía de José Bonaparte—. De hecho se ha constatado la existencia de un «patriotismo monárquico», un patriotismo absolutista diferenciado del patriotismo liberal, que identificaba la «Patria» no con la soberanía nacional, sino con la Religión y el Rey, los dos pilares en los que se asentaba el orden tradicional amenazado por la Revolución Francesa. Así, el término «Patria» fue utilizado profusamente por los absolutistas formando parte del trilema, que aparece por primera vez en la Guerra de la Convención (1793-1795), de «Religión, Rey y Patria». En el Manifiesto de los Persas, que servirá de justificación a la restauración del absolutismo en 1814, se recordará cómo seis antes se sublevaron «todas las provincias para salvar su Religión, su Rey y su Patria». Ese volverá a ser el trilema de los realistas durante el Trienio Liberal (1820-1823). Con el carlismo la «Patria» ascenderá al segundo lugar en la tríada absolutista, aunque nunca llegará a desbancar a la religión del primer puesto.